# Serena Cruz
Serena Cruz (Manila, 20 maggio 1986) è una donna italiana che, a seguito di un provvedimento del Tribunale dei minori di Torino, è stata protagonista di uno fra i più controversi casi di giustizia non penale nella storia dell'Italia repubblicana.

## Antefatto
Alla nascita Serena venne abbandonata e poi affidata ad un orfanotrofio di Manila. Il 7 gennaio 1988 Francesco Giubergia, ferroviere di Racconigi, presentatosi all'ambasciata italiana a Manila, consegnò alcuni documenti con i quali riconosceva la paternità su Serena e la iscrisse nel proprio passaporto. Il 13 successivo rientrò a Racconigi con la bambina.
Non essendo stata avviata alcuna pratica di adozione, procedimento ritenuto superfluo da Giubergia, convinto di essere già il padre di Serena, il 23 dello stesso mese la Procura del Tribunale dei minori guidata dal magistrato Graziana Calcagno convocò i Giubergia. In seguito venne richiesto a Giubergia di sottoporsi all'esame del sangue, per verificare la fondatezza della asserita paternità. Nel giorno stabilito egli non si presentò; in seguito i suoi difensori eccepirono l'incompetenza del tribunale a chiedere tale prova, essendo la piccola stata riconosciuta come figlia da entrambi i coniugi. Il tribunale respinse l'eccezione, ma Giubergia non si presentò ugualmente. Il 27 ottobre 1988 il pubblico ministero del tribunale dei minori chiese l'inserimento di Serena in una famiglia affidataria. Il 7 novembre il tribunale accolse la richiesta. Il 17 novembre ai Giubergia, convocati in tribunale, si comunicò che Serena non poteva restare presso di loro. Il 31 gennaio 1989 la corte d'appello di Torino confermò tale deliberazione, pur riconoscendo le possibili conseguenze.
Il successivo 17 marzo Serena venne affidata alle assistenti sociali di una comunità-alloggio. I ricorsi successivamente sporti dai Giubergia vennero respinti e Serena scomparve, per essere adottata dalla famiglia Nigro.

## Reazioni
Quando i Giubergia cominciarono a dubitare che Serena sarebbe rimasta con loro, interessarono la stampa del proprio caso, che ebbe immediatamente risonanza enorme. A Racconigi il 7 marzo 1989 tutti gli esercizi commerciali restarono chiusi, la statale venne bloccata e si costituirono comitati "pro Serena Cruz" in vari comuni italiani. Non essendo ancora tutelata la privacy, l'immagine di Serena divenne nota in tutta Italia, che si spaccò letteralmente in due:
- da una parte vi erano coloro che approvavano la decisione del tribunale, la quale ribadiva che le adozioni "fai da te" sono estranee ai principii giuridici e morali dell'Italia e mirava a dissuadere eventuali trafficanti di bambini;
- dall'altra vi erano coloro ai quali ripugnava che a due (i Giubergia avevano già un figlio adottivo, pure originario delle Filippine) bambini innocenti venissero imposte tali sofferenze, essendo pacifico che i Giubergia non erano trafficanti di bambini e che avevano svolto egregiamente i propri compiti parentali.

La vicenda provocò reazioni fino ai più alti livelli istituzionali: dal presidente della Repubblica Francesco Cossiga al guardasigilli Giuliano Vassalli; dal ministro degli affari sociali Rosa Russo Jervolino alla presidente della Camera Nilde Iotti. Si ipotizzò anche l'emanazione di un decreto-legge ad personam; intervenne persino il governo filippino a reclamare la piccola che, stante la decisione del tribunale, si trovava in Italia irregolarmente. A questa vicenda Natalia Ginzburg dedicò il suo ultimo scritto. Altre personalità che si interessarono del caso furono Norberto Bobbio, Stefano Rodotà e Vittorino Andreoli.

## Conseguenze
Il caso fu l'occasione per ridiscutere:
- della legge sulle adozioni;
- della responsabilità civile dei magistrati, disciplina già passata al vaglio di un referendum abrogativo un paio d'anni prima;
- dell'indipendenza del potere giudiziario dagli altri poteri dello stato (c'erano state interferenze dalla Presidenza della Repubblica, dal Parlamento, dal Ministero della giustizia, dai mass media e dall'opinione pubblica) e i giudici deliberarono sfidando un'enorme impopolarità;
- della tutela della privacy in generale e di quella dei minori in particolare (la famiglia Nigro, che riadottò Serena, ebbe seri problemi a sottrarla alla curiosità indiscreta e fu costretta a cambiare residenza varie volte)[13];
- dei limiti del diritto di cronaca di fronte ai diritti della persona.

## Epilogo
Al compimento della maggiore età Serena Cruz (alla quale, dopo la riadozione, era stato cambiato nome), essendo venuta a conoscenza della propria travagliatissima vicenda, ha deciso di tornare a vivere presso i Giubergia.